# رایان گووارد
رایان گووارد (انگلیسی: Ryan Goward؛ زادهٔ ۱ نوامبر ۱۹۸۹) بازیکن فوتبال اهل بریتانیا است.
از باشگاه‌هایی که در آن بازی کرده‌است می‌توان به باشگاه فوتبال منزفیلد تاون اشاره کرد.